# Louvre
Muzej Louvre (francuski: Musée du Louvre) jedan je od najvećih svjetskih muzeja. Nalazi se u središtu Pariza, na obali rijeke Seine, u zdanju nekadašnje kraljevske palače. Središnje dvorište zgrade, u kojemu se danas nalazi staklena piramida, leži na osi avenije Champs Élysées i time tvori staru jezgru Pariza (Axe historique). Louvre je po broju posjetitelja 2017. godine bio drugi muzej u svijetu.

## Povijest
Izgradnja palače Louvre je započela 1190., a dovršena je 1204. godine. Sljedećih stoljeća je prerađivana i dograđivana. Urbanim razvojem grada utvrda je izgubila fortifikacijsku ulogu i 1546. godine pretvorena je isključivo rezidencijalnu palaču francuskih kraljeva. Današnji arhitektonski kompleks koji tvori velik zatvoren četverokut s produženim sjevernim i južnim traktom je započet za Franje I. u stilu renesanse (arhitekt P. Lescot i kipar J. Goujon). U barokno-klasicističkom stilu gradnju nastavljaju J. Lemercier, L. Le Vau, a dovršava Claude Perrault. Izgrađen u obliku potkovice, Louvre je predstavljao najdužu zgradu u Europi, koja se protezala dulje od tri u nizu položena Eiffelova tornja. 
U drugoj polovici 17. stoljeća uređeni su interijeri, djelomice sačuvani do danas (kao Apolonova galerija sa slikama Charlesa Le Bruna). God. 1682., Luj XIV., kralj Francuske, premjestio je dvor u Dvorac Versailles, pretvorivši Louvre u izložbeni prostor za kraljevsku umjetničku kolekciju, uglavnom antičkih skulptura. God. 1692., palaču su zauzele institucije Académie des Inscriptions et Belles Lettres i Académie Royale de Peinture et de Sculpture koje su 1699. god. održale prvi od mnogih u nizu izložbenih salona. Académie (preteča Francuske likovne akademije) se zadržala u ovim prostorima sljedećih stotinu godina. Dio kraljevske palače Louvrea je prvi put kao muzej otvoren javnosti 8. kolovoza 1793., tijekom Francuske revolucije izložbom 537 slika.
Zbog problema sa samom zgradom, muzej je bio zatvoren od 1796. do 1801. godine. Palača je proširena za Napoleona I. i Napoleona III., a kolekcija je narasla na preko 20.000 primjeraka. Luj XVIII. i Karlo X. su nastavili širiti kolekciju s još 20.000 primjeraka, što je nastavljeno i tijekom Treće Francuske Republike (1870. – 1940.).
U dvorištu je 1980-ih godina podignuta aluminijsko-staklena piramida američkog arhitekta kineskog podrijetla I. Minga Peija, a izgradnju je naručio pokojni francuski predsjednik Francois Miterandt. Piramida je sačinjena od 673 staklene ploče i visoka je točno 21,64 metara. Novi ulaz u muzej Louvre je postao je gotovo isto toliko popularan kao i sam muzej. Od završetka „obrnute piramide” (La Pyramide Inversée) 1993. godine, do 2002., broj posjetitelja muzeja je udvostručen.
Od 2008. kolekcije su podijeljene na 8 kustoskih odjeljenja: egipatske starine, bliskoistočne starine, starogrčke, etrurske i rimske starine, islamska umjetnost, skulpture, dekorativne umjetnosti, slikarstvo, grafike i crteži.

## Muzej
Muzej sadrži jednu od najbogatijih umjetničkih zbirki na svijetu. U njemu se nalazi više od 38.000 umjetničkih djela izloženih na 72.735 m², a procjenjuje se da bi posjetiteljima trebalo oko pet tjedana da na odgovarajući način pregledaju sva djela. Vrlo bogate muzejske kolekcije podijeljene su na 8 odjeljaka: egipatski, bliskoistočni, grčki, etruščanski i rimski antikviteti, te islamska umjetnost, slike, skulpture, predmeti primijenjenih umjetnosti, grafike i crteži. S preko 8 milijuna posjetitelja, Louvre je najposjećeniji muzej na svijetu.
Muzej sadrži neprikosnovenu i najopsežniju zbirku egipatske i antičke umjetnosti uključujući grčku, etruščansku, rimsku, islamsku i orijentalnu umjetnost. U njemu se nalazi i zbirka umjetničkih predmeta i stilskog pokućstva, te neprocjenjiva galerija slika svih europskih naroda i umjetničkih razdoblja do kraja 19. stoljeća.
Najpoznatije umjetničko djelo izloženo u Louvreu je Da Vincijeva slika Mona Lisa.

### Kronološka galerija odabranih djela
- Pisar iz Sakare 
Treća dinastija drevnog Egipta
- Hamurabijev zakonik
- Babilonski lav
- Veliko stubište koje vodi do Nike sa Samotrake
- Miloska Venera, oko 130.-100. pr. Kr.
- Praksitel? 
Kniđanska Afrodita
- Jan van Eyck 
 Madona kancelara Rolina, oko 1435.
- Leonardo 
 Mona Lisa
- Hans Holbein mlađi 
 Erazmo Roterdamski
- Giuseppe Arcimboldo 
 Proljeće, oko 1573.
- Gatanje (Caravaggio), oko 1598.-99.
- Peter Paul Rubens 
 Krunidba Marije de' Medici
- Rembrandt 
 Dvojni portreti Maertena Soolmansa i Oopjen Coppit, oko 1634.
- Georges de la Tour 
 Magdalena pokajnica, oko 1643.
- Rembrandt 
 Autoportret
- Anthonis van Dyck 
 Karlo I. Engleski
- Jean-Antoine Watteau 
 Ukrcavanje za Kiteru, 1717.
- Jacques-Louis David 
 Zakletva Horacija
- Antonio Canova 
 Amor i Psiha
- Jean Auguste Dominique Ingres 
 Velika Odaliska, 1814.
- Théodore Géricault 
 Splav Meduze
- Eugène Delacroix 
 Sloboda vodi narod, 1830.

## Vanjske poveznice
- Službena web stranica (engl.) (fr.)
- Musée du Louvre  Arhivirana inačica izvorne stranice od 16. kolovoza 2007. (Wayback Machine) – Više od 10 000 slika
- La Cour du Louvre  Arhivirana inačica izvorne stranice od 17. studenoga 2011. (Wayback Machine) virtualna panorama (QTVR)